# Arbeitsdatei
Die Arbeitsdatei (englisch work file) ist in der Informationstechnologie eine Datei, die digitale Daten von einem Datenverarbeitungsprozess entgegennimmt und sie an einen anderen Prozess übergibt.    

## Allgemeines
Der Begriff wird unterschiedlich verwendet. Einerseits kann darunter eine beliebige Datei verstanden werden, die vom Nutzer geöffnet wurde und von ihm bearbeitet wird, andererseits wird darunter eine temporäre Datei verstanden, die digitale Daten von einem Datenverarbeitungsprozess entgegennimmt und sie an einen anderen Prozess übergibt. Auch eine Datei, die in den SPSS-Dateneditor eingelesen wurde und dort „residiert“, wird Arbeitsdatei genannt.

## Dateinutzung
Je nach Betriebssystem lässt sich eine Arbeitsdatei wie jede andere Datei nutzen, also speichern, bearbeiten, übertragen oder komprimieren. 

## Abgrenzung
Eine Arbeitsdatei darf nicht mit dem Arbeitsspeicher verwechselt werden, bei dem es sich um einen Datenspeicher von Computern handelt, der die gerade ausgeführten Computerprogramme oder Teile hiervon enthält.